# Beyond the Boundary
Kyoukai no Kanata (яп. 境界の彼方 Кё:кай но Каната, неоф. русск. «За гранью») — серия ранобэ авторства Нагому Тории с иллюстрациями Томоё Камои. Работа удостоена похвального отзыва в рамках второго вручения премии Kyoto Animation Award. Уже 3 апреля 2013 года было объявлено о работе над экранизацией в виде аниме.

## Сюжет
Ученик старшей школы, Акихито Камбара, является наполовину человеком, наполовину демоном-ёму, что дарит ему бессмертие. Однажды Акихито, выходя из школы, увидел, что на краю крыши за оградой стоит девушка, словно собираясь прыгнуть вниз. Камбара решает её спасти, бежит на крышу школы и просит девушку не делать этого, в ответ на что она пронзает его своим мечом. Курияма Мирай — странная девушка, обладающая необычной способностью превращать свою кровь в оружие, не знала, что она не убила Акихито, хотя на его лице была боль.

## Персонажи
Акихито Камбара (яп. 神原 秋人 Камбара Акихито) — бессмертный полукровка, сын ёму (духа снов) и икайси (представительницы воинов потустороннего мира) Яёи Камбары. Внутри него ёму «За гранью». Сходит с ума по девушкам в очках. Влюблён в Курияму Мирай.
Сэйю: Кэнн, Мэй Танака (в детстве)
Мирай Курияма (яп. 栗山 未来 Курияма Мирай) — икайси, носит очки в красной оправе. Последняя из своего клана. Её клан умеет управлять своей кровью, за что его назвали проклятым. Она же создает из своей крови меч и сражается с его помощью с ёму. Часто говорит «раздражает» (яп. 不愉快です фуюкай дэсу). Увлекается бонсаем. Вынуждена много есть, чтобы пополнить уровень железа в крови. Ведёт свой блог. Была спасена Идзуми, чтобы убить Акихито. Влюблена в Акихито Камбару.
Сэйю: Риса Танэда
Мицуки Насэ (яп. 名瀬 美月 Насэ Мицуки) — икайси, младшая сестра Хироми и Идзуми Насэ. У неё есть маленький пушистый ёму по имени Картошка (яп. ジャガイモ Дзягаимо), который помогает ей в сражениях. Любит подшучивать над Акихито.
Сэйю: Минори Тихара
Хирооми Насэ (яп. 名瀬 博臣 Насэ Хирооми) — икайси, носит шарф, с помощью которого сражается. Из-за особенностей своих сил постоянно мёрзнет. Помешан на младших сёстрах и очень любит свою младшую сестру Мицуки Насэ. Любит, когда Мицуки называет его «братишкой». На спине имеет шрам, оставленный им Акихито после первой попытки усмирить его. Стал главой клана после Идзуми. 
Сэйю: Тацухиса Судзуки
Идзуми Насэ (яп. 名瀬 泉 Насэ Идзуми) — икайси, глава клана Насэ. Старшая сестра Мицуки и Хирооми. С помощью Куриямы пыталась убить Акихито, так как считала его большой угрозой. Как и Мироку, заимствовала силы у ёму.
Сэйю: Аяко Кавасуми
Ай Синдо (яп. 新堂 愛 Синдо: Ай) — ёму, который имеет два облика: маленькой девочки и кота с двумя хвостами. Ходит в школу вместе с Сакурой.
Сэйю: Юри Ямаока
Аяка Синдо (яп. 新堂 彩華 Синдо: Аяка) — ёму, который также имеет два облика: девушки и гигантского девятихвостого лиса. Старшая сестра Ай. Покупает сраженных ёму у икайси. Союз икайси выдал ей для этого лицензию.
Сэйю: Наоми Синдо
Яёи Камбара (яп. 神原 弥生 Камбара Яёи) — икайси, мать Акихито Камбары. К письмах к Акихито прикладывает фотографии, на которых носит костюмы животных. Обожает эти костюмы, поэтому может носить их и в реальной жизни, чем вдвойне смущает сына. 
Сэйю: Хироми Конно
Юй Инами (яп. 伊波 唯 Инами Юй) — дочь из богатой семьи Инами. Подруга детства Мирай. Именно она первая подружилась с девочкой из проклятой семьи. Перед поступлением в старшую школу её телом овладел ёму — Тень Пустоты. Из-за этого Мирай пришлось убить её. Старшая сестра Сакуры. Её мечтой было стать достойным икайси.
Сэйю: Саюри Яхаги
Сакура Инами (яп. 伊波 桜 Инами Сакура) — младшая сестра Юй, хотела отомстить за неё и убить Курияму. Позднее Курияма дала понять Сакуре, что месть не лучшее решение. После чего Сакура перестала на неё охотиться и стала жить с ней. Не имеет способностей икайси, хотя и родилась в их семье. По этой причине использовала оружие, поглощающее не только души ёму, но и её жизненную энергию.
Сэйю: Моэ Тоёта
Мироку Фудзима (яп. 藤真 弥勒 Фудзима Мироку) — следователь из отдела совета икайси. Следит за семьёй Насэ, а также за Акихито и Мирай. С помощью Сакуры хотел убить Мирай. Обладает необычными способностями. Позволил ёму использовать свое тело, чтобы позаимствовать их силу.
Сэйю: Масая Мацукадзэ
Сидзуку Ниномия (яп. 二ノ宮 雫 Ниномия Сидзуку) — икайси, а также учительница в школе, в которой учатся Акихито и Мирай. Гоняется за высокооплачиваемыми ёму. Открытая и прямолинейная. Отчаянно пытается наладить свою личную жизнь. Знаменитая охотница на ёму.
Сэйю: Акэно Ватанабэ

## Медиа-издания

### Лайт-новел
| № | Дата публикации | ISBN                   |
| - | --------------- | ---------------------- |
| 1 | 9 июня 2012     | ISBN 978-4-9905812-4-4 |
| 2 | 8 апреля 2013   | ISBN 978-4-907064-04-4 |
| 3 | 2 октября 2013  | ISBN 978-4-907064-07-5 |

### Аниме
Аниме-сериал создан компанией Kyoto Animation под руководством режиссёра Таити Исидатэ. Трансляция первой серии состоялась 2 октября 2013 года.
В 2015 году вышел двухсерийный фильм Gekijōban Kyōkai no Kanata: I’ll Be Here (яп. 劇場版 境界の彼方 "I’ll Be Here" Гэкидзё:бан Кё:кай но каната Айлл би хиа, «За гранью: Я приду»). Первая часть, вышедшая 14 марта 2015 года, называется Kako-hen (яп. 過去篇 Како-хэн, «Прошлое»), и её содержание идентично содержанию первого сезона аниме-сериала, за исключением финальной сцены. Во второй части, вышедшей 25 апреля 2015 и называющейся Mirai-hen (яп. 未来篇 Мирай-хэн, «Будущее»), действие происходит спустя год после окончания первого сезона.
- Открывающая композиция:

«Kyoukai no Kanata» (яп. 境界の彼方) исполняет Минори Тихара
- Закрывающая композиция:

«Daisy» — Stereo Dive Foundation